# Stadion im. Teodorosa Kolokotronisa
Stadion im. Teodorosa Kolokotronisa (grec. Γήπεδο Θεόδωρος Κολοκοτρώνης) – stadion piłkarski greckiego klubu Asteras Tripolis.
Znajduje się w mieście Tripoli, na Peloponezie.
Stadion wybudowano w 1979 roku. W 2005 roku. przeszedł renowację, została wtedy zbudowana trybuna wschodnia. Po awansie Asteras Tripolis do Superleague Ellada w 2007 r. stadion 
został ponownie rozbudowany. Obecnie może pomieścić 7 616 widzów.
Planowana jest rozbudowa stadionu do 13 000 miejsc oraz budowa wokół niego centrum sportowego.